# Карабаги, Аббас
Аббас Карабаги (перс. عباس قره‌باغی‎ — Abbâs Gharabâghi) (1 ноября 1918 — 13 октября 2000) — генерал («артешбод») иранских вооружённых сил. 
Выходец из азербайджанской семьи и говорящий по-персидски с азербайджанским акцентом, Карабаги имел авторитет среди высшего офицерства и генералитета. Генерал Аббас Карабаги играл ключевую роль в последние недели режима шаха, определяя позицию армии в отношении защиты монархии.
В январе 1979 года был одним из членов Регентского совета.

## Карьера
Карабаги прошёл подготовку в военной школе в Тебризе (Иранский Азербайджан) и во Франции. Он также написал докторскую диссертацию по праву во Франции в 1953 году.
В 1974 году назначен командующим жандармерией.

## Роль генерала Аббаса Карабаги в Исламской революции 1979 года
С 27 августа 1978 по 4 января 1979 гг. генерал Карабаги занимал пост министра МВД. 
4 января 1979 года Аббас Карабаги был назначен шахом начальником Генерального штаба Иранской армии, чтобы предотвратить развал армейской структуры и дисциплины, а также в целях консолидации офицерства и высшего генералитета.
В период января 1979 г. в прессе просачивалась информация о том, что Мехди Базарган вел секретные переговоры с шахскими генералами, пытавшийся добиться от них согласия на возвращение Хомейни в Иран, упразднения монархии, смещения правительства Шапура Бахтияра и установления исламской республики, но более подробной информации не сообщалось. Генерал Карабаги не раз выступал со специальным заявлением, в котором прямо указывал, что армия целиком и полностью поддерживает правительство Бахтияра. Последний в целой серии заявлений подчеркивал, что он ни при каких условиях не уйдет с поста премьер-министра. 23 января в присутствии иностранных журналистов был устроен парад шахской гвардии «Бессмертные». 1,500 гвардейцев непрерывно провозглашая «Да здравствует шах!», прошли церемониальным маршем перед трибунами, а затем продемонстрировали выучку в преодолении полосы препятствий и в приемах борьбы с уличными беспорядками. Командир гвардии генерал-майор Али Нешат заявил журналистам, что гвардия призвана «охранять и защищать Его Величество. Когда шах вернется, армия, как всегда, будет готова защищать его до последней капли крови».
Вечером 9 февраля 1979 г. на военно-воздушной базе Довштантебе в Тегеране, когда персонал смотрел видеозапись возвращения Хомейни в Иран, между сторонниками и противниками аятоллы разгорелась перебранка, перешедшая в настоящее сражение.
11 февраля бои в Тегеране велись с неослабевающим ожесточением: в этот день были захвачены штаб-квартира жандармерии, Главное полицейское управление, казармы военной полиции на улице Эшратабад, военные гарнизоны Каср, Джей, Лавизан (на территории которого располагались части шахской гвардии), генеральный штаб, штаб ВВС, учебный центр по подготовке военных кадров «Баге шах», все полицейские участки, тюрьмы Каср и Эвин, шахские дворцы Ниаваран, Саадабад, Голестан. Подразделения, охранявшие некоторые объекты, например дворец Ниаваран и тюрьму Эвин, сдавались без боя, так как руководители подразделений шахской гвардии, не имея соответствующих инструкции действий в подобной ситуации, вынуждены были сдаться на милость восставших. Но в большинстве случаев восставшим приходилось сражаться за каждый объект.

### Высший военный совет Ирана и объявление нейтралитета шахской армии
К вечеру 11 февраля восстание в основном завершилось. 12 февраля, после 4-х часовой атаки, городские партизаны «Моджахедин-Э Хальк» и «Федаине Ислами» штурмом взяли гарнизон Султанатабад с находившейся на его территории главной штаб-квартирой САВАК, аэропорт с прилегающей к нему авиабазой и ряд мелких объектов.
В этих тяжелейших условиях Высший военный совет Ирана собрался в армейском штабе Верховного командования. По всему периметру штаба было развернуто массивное количество бронетехники, и это был самый спокойный сектор Тегерана.
27 высших шахских генералов, военных командующих Ирана были при исполнении служебных обязанностей, включая 4-го шефа САВАК. На военном заседаний генерал Могадам прямо заявил: «Так как указом премьер-министра САВАК был расформирован, его офисы закрыты, а все сотрудники агентства разошлись по домам, я не обладаю никакой информацией о ситуации в стране, чтобы сообщить». Несмотря на то, что по специальному указу премьер-министра Шапура Бахтияра от 23 января 1979 г., в тот же день подтвержденный меджлисом, тайная полиция САВАК объявлялась расформированной, присутствие шефа САВАК на заседании Высшего военного совета свидетельствовало о том, что с момента официального упразднения — САВАК «находился в дали от происходящих событий», занимая выжидательную позицию. Данное обстоятельство, а также то что созыв Высшего военного совета Ирана прошло без согласования с премьер-министром Бахтияром, лишний раз говорит о том, что силовые ведомства Ирана не подчинялись правительству Бахтияра.
На заседании Высшего военного совета Ирана присутствовали:
• 4-х звездные шахские генералы (Arteshbod):
• Аббас Карабаги — генерал, начальник Генерального Штаба иранской армии
• Джафар Шафакат — генерал, министр обороны в правительстве Бахтияра
• Хоссейн Фардуст — генерал, руководитель «Специального Бюро Сведений» и «шахской инспекции»
• Генералы шахской Армии (Sepahbod):
• Хоссейн Хатам — генерал, заместитель начальника Генерального штаба иранской армии
• Нассер Могадам — генерал, 4-й руководитель САВАК
• Абдол Али Наджими-Найми — генерал-майор, советник начальника Генерального штаба иранской армии
• Айят Мохагеги — генерал ВВС
• Абдол Али Бадреи — генерал-лейтенант, командующий сухопутными войсками
• Амир Хосейн Рабии — генерал-лейтенант, командующий ВВС
• Абдол Маджид Масуди-Найни — генерал, заместитель министра обороны
• Джафар Саней — генерал, заместитель командующего логистики сухопутных войск
• Хоссейн Джаханбани — генерал, заместитель командира по кадрам сухопутных войск
• Мохаммад Каземи — генерал, заместитель командующего по разработке программы сухопутных войск
• Халил Бакши-Азар — генерал, директор 5-го административного управления сухопутной армии Генерального штаба
• Али Мохаммад Хадженури — генерал, директор 3-го административного управления сухопутной армии Генерального штаба
• Амир Фарханг Халатбари — генерал, заместитель командующего операциями сухопутных войск
• Джалал Педжман — генерал, директор 4-го административного управления сухопутной армии Генерального штаба
• Нассер Фирузманд — генерал, заместитель начальника Генерального штаба
• Муса Рахими-Лариджани — генерал-майор, директор 1-го административного управления сухопутной армии Генерального штаба
• Мохаммад Рахими Абкенари — генерал, директор-адъютант управления Генерального штаба
• Реза Табатабай-Вакили — генерал-майор, директор финансовой инспекции вооруженных сил
• Командующие шахской дивизии (Sarlashkar):
• Кабир — генерал-лейтенант, генеральный прокурор вооруженных сил
• Парвиз Амини-Афшар — генерал-лейтенант, директор 2-го административного управления сухопутной армии Генерального штаба
• Мохаммад Фарзам — генерал-лейтенант, директор 7-го административного управления сухопутной армии Генерального штаба
• Манучехр Хосроудад — генерал ВВС, командующий парашютно-десантными войсками
• Адмиралы шахского флота (Daryasalar):
• Камаль Хабиболлахи — вице-адмирал, командующий Императорской военно-морскими силами Ирана
• Асадолла Мохсензаде — вице-адмирал, исполняющий обязанности командующего ВМС.

В 13:00 текст заключительного коммюнике Верховного Совета иранских вооруженных сил было зачитано по радино: 
«Вооруженные силы Ирана обязаны защищать независимость и территориальную целостность нашей родины, и до сих пор пытались выполнить эту обязанность наилучшим образом, поддерживая законное правительство. Учитывая последние события, Верховный Совет Вооруженных сил Ирана встретились сегодня в 10:30, 22 Бахмана 1357 года, и единогласно решили заявить о своем нейтралитете в происходящих в стране политическом конфликте с целью предотвращения дальнейшего хаоса и кровопролития. Воинским подразделениям было приказано вернуться в свои казармы. Вооруженные силы Ирана всегда были и всегда будут опекать благородный и патриотический народ Ирана и поддерживать требования этой благородной нации».
По сути, публикация данного коммюнике означало "молчаливую поддержку революции".
В ряде иранских источников, сообщалось, что еще за несколько дней до восстания 9 февраля, генерал Карабаги договорился с представителями Хомейни о капитуляции вооруженных сил, а затем от имени будущего правительства дал генералам «гарантии неприкосновенности». Сам Карабаги после восстания исчез со сцены, став тайным военным советником новых властей. Последний факт неоднократно отмечался и в западной печати.

## Бегство генерала А. Карабаги и годы эмиграции
После свержения шахского режима и прихода к власти исламских фундаменталистов, генерал Карабаги ушёл в подполье. Он скрывался в Тегеране в течение 14 месяцев, затем он покинул страну коммерческим рейсом с поддельным паспортом и изменив внешность.
В эмиграции генерал Карабаги опубликовал свою книгу воспоминании о событиях в Иране периода революции (1978—1979 гг.). В книге под названием «Правда о кризисе в Иране» генерал Карабаги выражает свою решительную поддержку и лояльность шаху, и пытается всю вину за крах режима шаха возложить на других ( в первую очередь правительство Бахтияра), стороной обходя свою роковую роль в судьбе монархии Пехлеви.
Генерал Карабаги был удостоен одной из самых высоких наград Франции — Почётного легиона.
Аббас Карабаги умер во Франции в пятницу, 13 октября 2000 года, в возрасте 82 лет.